# 송파구 을
서울 송파구 을은 대한민국의 국회의원 선거구이다. 서울특별시 송파구 일부 지역을 관할한다. 현 지역구 국회의원은 국민의힘의 배현진이다.

## 역사
1988년 대한민국 제13대 국회의원 선거를 앞두고 신설되었다. 신설 당시 거여동, 마천동, 오금동, 송파동, 석촌동, 가락동, 문정동을 관할했으며, 나머지 지역인 풍납동과 잠실동은 송파구 갑으로 묶였다.
1992년 제14대 국회의원 선거를 앞두고 송파구 을의 오금동이 송파구 갑으로 넘어갔다.
1996년 대한민국 제15대 국회의원 선거를 앞두고 송파구의 인구가 상한선에 초과됨에 따라 선거구 개편이 이뤄져 송파구 병 선거구가 신설되었다. 이에 송파구 을의 거여동, 가락동, 문정동이 송파구 병으로 넘어갔으며, 대신 송파구 갑에서 방이동, 오륜동, 오금동을 받게 되었다. 
2000년 제16대 국회의원 선거를 앞두고 송파구 병 선거구가 해체됨에 따라 관할 지역이 다시 송파구 을로 병합되었다. 이에 방이동과 오륜동을 송파구 갑으로 넘기고 잠실동 일부를 송파구 을로 넘겼다. 
2004년 제17대 국회의원 선거를 앞두고 송파구 병이 다시 신설되었으며 석촌동과 삼전동, 문정2동을 제외한 송파구 을의 모든 지역이 송파구 병으로 넘어갔다. 대신 송파구 을은 송파구 갑으로부터 잠실동 (4동과 6동 제외)을 넘겨받았다.

## 관할 구역
| 대수      | 관할 구역 |
| --------- | --- |
| 13대      | 송파구 거여동, 마천1동, 마천2동, 오금동, 송파동, 석촌동, 가락동, 문정동                                                 |
| 14대      | 송파구 거여동, 마천1동, 마천2동, 송파1동, 송파2동, 석촌동, 삼전동, 가락본동, 가락1동, 가락2동, 문정1동, 문정2동         |
| 15대      | 송파구 방이1동, 방이2동, 오륜동, 오금동, 송파1동, 송파2동, 석촌동, 삼전동                                               |
| 16대      | 송파구 거여1동, 거여2동, 마천1동, 마천2동, 오금동, 석촌동, 삼전동, 가락본동, 가락1동, 가락2동, 문정1동, 문정2동, 장지동 |
| 17대~18대 | 송파구 석촌동, 삼전동, 가락1동, 문정2동, 잠실본동, 잠실1동, 잠실2동, 잠실3동, 잠실5동, 잠실7동                          |
| 19대~     | 송파구 석촌동, 삼전동, 가락1동, 문정2동, 잠실본동, 잠실2동, 잠실3동, 잠실7동                                            |

## 역대 국회의원
| 선거   | 정당 | 정당         | 의원   |
| ------ | ---- | ------------ | ------ |
| 1988년 |      | 평화민주당   | 김종완 |
| 1992년 |      | 민주당       | 김종완 |
| 1996년 |      | 신한국당     | 맹형규 |
| 2000년 |      | 새천년민주당 | 김성순 |
| 2004년 |      | 한나라당     | 박계동 |
| 2008년 |      | 한나라당     | 유일호 |
| 2012년 |      | 새누리당     | 유일호 |
| 2016년 |      | 더불어민주당 | 최명길 |
| 2018년 |      | 더불어민주당 | 최재성 |
| 2020년 |      | 미래통합당   | 배현진 |
| 2024년 |      | 국민의힘     | 배현진 |

## 역대 선거 결과

### 대한민국 제13대 국회의원 선거
|  | 26.59% |

|  | 25.29% |

|  | 22.60% |

|  | 19.33% |

|  | 5.47% |

|  | 0.69% |

### 대한민국 제14대 국회의원 선거
|  | 34.00% |

|  | 32.79% |

|  | 26.72% |

|  | 3.42% |

|  | 3.05% |

### 대한민국 제15대 국회의원 선거
|  | 39.73% |

|  | 34.17% |

|  | 13.29% |

|  | 11.21% |

|  | 1.58% |

### 대한민국 제16대 국회의원 선거
|  | 48.40% |

|  | 41.58% |

|  | 3.62% |

|  | 3.16% |

|  | 1.78% |

|  | 1.43% |

### 대한민국 제17대 국회의원 선거
|  | 49.32% |

|  | 43.66% |

|  | 7.00% |

### 대한민국 제18대 국회의원 선거
|  | 61.98% |

|  | 35.55% |

|  | 2.45% |

### 대한민국 제19대 국회의원 선거
|  | 49.94% |

|  | 46.02% |

|  | 4.03% |

### 대한민국 제20대 국회의원 선거
|  | 44.00% |

|  | 39.54% |

|  | 14.96% |

|  | 1.48% |

### 2018년 대한민국 재보궐선거
|  | 54.41% |

|  | 29.64% |

|  | 15.26% |

|  | 0.67% |

### 대한민국 제21대 국회의원 선거
|  | 50.46% |

|  | 46.04% |

|  | 3.03% |

|  | 0.25% |

|  | 0.21% |

### 대한민국 제22대 국회의원 선거
|  | 57.20% |

|  | 42.79% |

## 같이 보기
- 서울특별시의 선거구
- 송파구